# Камеока
Камео́ка (яп. 亀岡市 Камэока-си) — город в Японии на японском острове Хонсю, на севере префектуры Киото, близ её границы с префектурой Осака, к западу от города Киото. Городской статус Камеока получил 1 января 1955 года. Площадь города составляет 224,80 км², население — 86 197 человек (1 октября 2020), плотность населения — 383,44 чел./км².

## Известные уроженцы и жители
- Маруяма Окё (1733—1795) — японский художник.

## Породнённые города
Камеока породнена с городом Книттельфельд, Австрия.

## Галерея

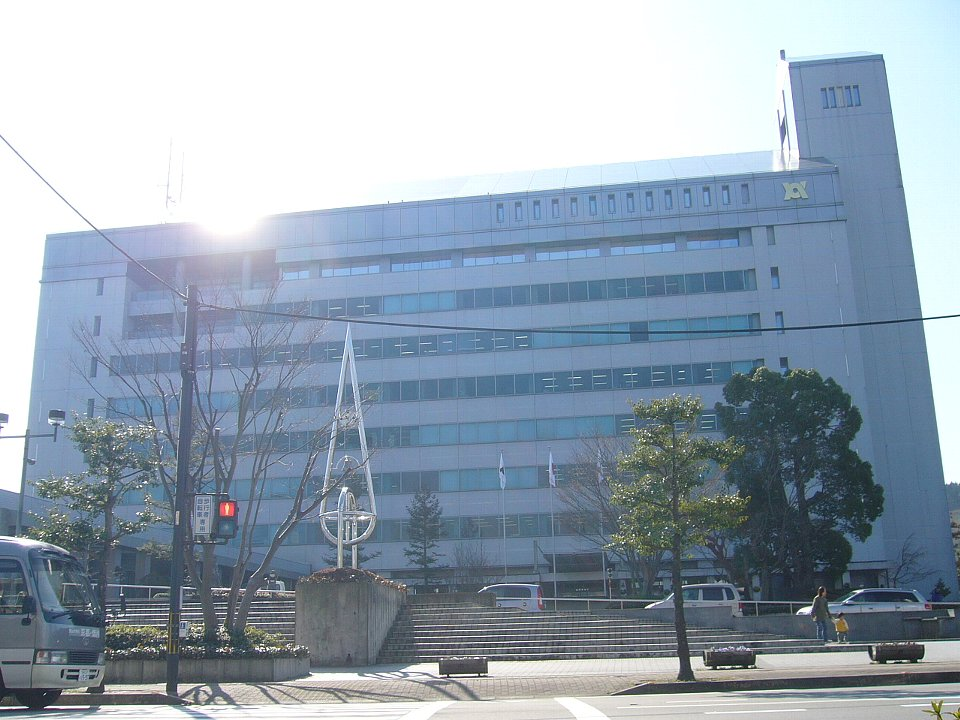
Мэрия Камеоки
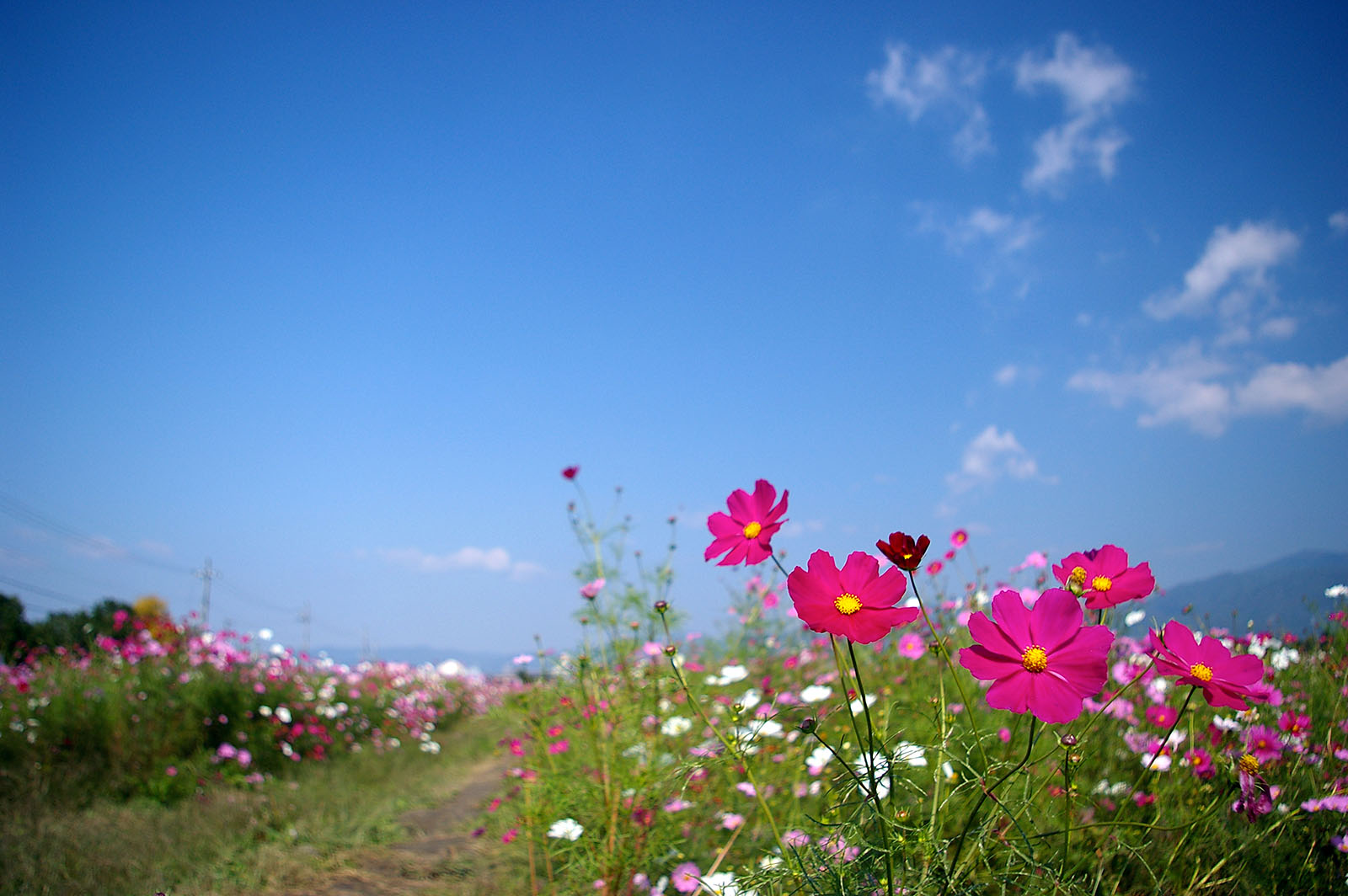
Юме-Космос-парк, Камеока
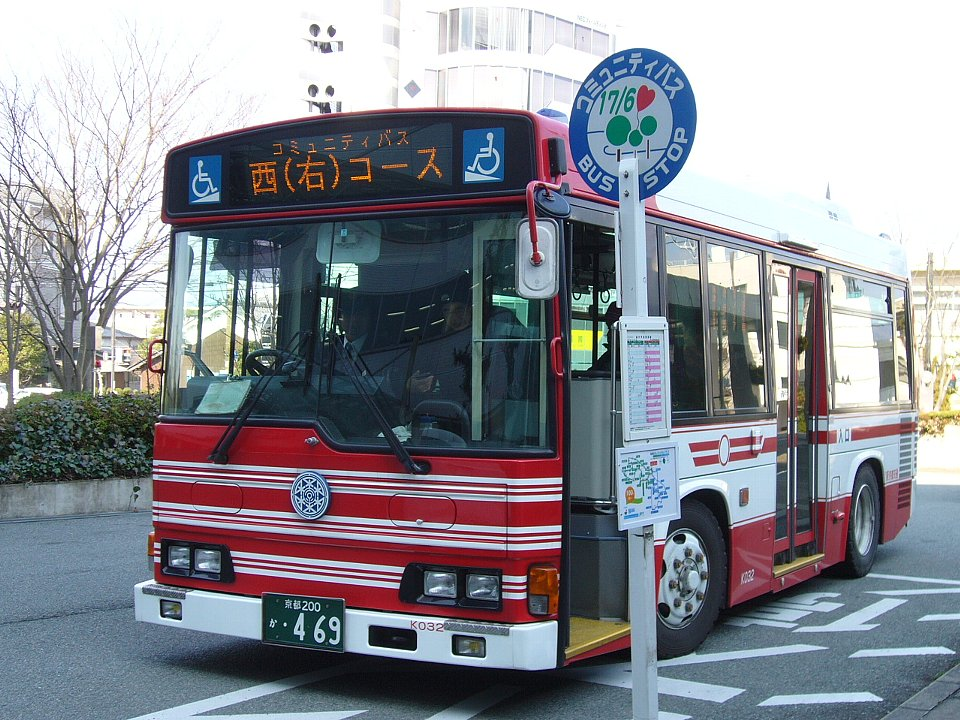
Муниципальный транспорт в Камеоке